# جامعة إسطنبول أريل
جامعة إسطنبول أريل (بالتركية: İstanbul Arel Üniversitesi)‏ هي جامعة خاصة تقع في مدينة اسطنبول ، تركيا . أُسِّسَت في العام 2007 من قبل مؤسسة كمال جوزوكارا للتعليم والثقافة. تُدَرَّس أغلب البرامج باللغة الإنجليزية، وتُدَرَّس كل من برامج البكالوريوس والماجستير والدكتوراه.

## تاريخ
تأسست كلية اريل في مدنية اسطنبول في العام 1990، ولاحقا في السنوات التالية وُسِّع نطاقها التعليمي ليشمل مدرسة اريل التحضيرية، ومدرسة اريل الابتدائية، ومدرسة اريل الثانوية، ومدرسة اريل الثانوية للعلوم، ومجمع اريل للرياضة والثقافة. وبعد 26 عامًا، سعى المعهد إلى توسيع أنشطته إلى مستوى التعليم الجامعي.

## ترتيب الجامعة
إن جامعة اريل وفق تصنيف ويبوميتركس لتصنيف الجامعات عالميا حصلت على المركز 3597 في قائمة تضم أفضل 11994 على مستوى الجامعات العالمية أما على مستوى الجامعات التركية فقد احتلت المركز 112.

## الكليات
تضم الجامعة في العام (2018) الكليات التالية:
- كلية الطب
- كلية الفن والعلوم
- كلية الفنون البصرية
- كلية الاقتصاد والعلوم الإدارية
- كلية تواصل
- كلية العلوم الهندسية والعمارة

## المدارس
- مدرسة العلوم الصحية
- مدرسة العلوم التطبيقية
- مدرسة اللغات
- مدرسة مهنية

## روابط خارجية
- الموقع الرسمي
- رابط التسجيل الاكتروني